# NGC 5516
NGC 5516 is een elliptisch sterrenstelsel in het sterrenbeeld Centaur. Het hemelobject werd op 1 juli 1834 ontdekt door de Britse astronoom John Herschel.

## Synoniemen
- ESO 221-34
- AM 1412-475
- PGC 50960